# Seventeen or Bust
Seventeen or Bust («Сімнадцять або провал») — проєкт добровільних обчислень з метою віднайдення простих чисел вигляду {\displaystyle k\cdot 2^{n}+1} для сімнадцяти різних значень {\displaystyle k}, які дозволять довести, що 78 557 є найменшим числом Серпінського. Проєкт стартував у березні 2002 року, у квітні 2016 року став підпроєктом проєкту PrimeGrid, який поглинув його після втрати сервера даних. На 2025 рік із сімнадцяти значень {\displaystyle k}, які потрібно перевірити, залишилося лише п'ять: 21 181, 22 699, 24 737, 55 459 і 67 607.

## Історія
1962 року Джон Селфридж довів, що 78 557 — число Серпінського. Крім того, 1967 року він і Вацлав Серпінський припустили, що 78 557 є найменшим числом Серпінського. Однак це припущення досі є гіпотезою. Щоб її підтвердити, необхідно довести, що числа, менші від 78 557, не є числами Серпінського, тобто для кожного непарного числа {\displaystyle k<78557} потрібно знайти число {\displaystyle n}, за якого значення {\displaystyle k\cdot 2^{n}+1} є простим числом. Коли проєкт стартував, це було вже зроблено для всіх значень {\displaystyle k} крім сімнадцяти, звідси й назва проєкту — «Сімнадцять або провал».
Якщо проєкту вдасться знайти прості числа вигляду {\displaystyle k\cdot 2^{n}+1} для кожного зі значень {\displaystyle k}, що залишилися, то гіпотезу Селфріджа і Серпінського буде доведено. Однак не виключено, що гіпотеза хибна, і одне (або навіть кілька) з чисел, що залишилися, є числом Серпінського. У цьому випадку учасники проєкту не зможуть відшукати просте число вигляду {\displaystyle k\cdot 2^{n}+1}, і проєкт рано чи пізно буде змушений зупинитись. В такому разі проведені обчислення не зможуть бути доведенням належності проблематичного числа {\displaystyle k} до чисел Серпінського — доводити це доведеться іншими способами. Можлива також невдача проєкту через те, що найменше значення {\displaystyle n} настільки велике, що його неможливо знайти в розумні терміни за сучасного стану комп'ютерної техніки, хоча такий варіант малоймовірний і суперечить евристичним оцінкам величини {\displaystyle n}.

## Поточний стан
Станом на січень 2019:
- Знайдено 12 із необхідних 17 простих чисел.
- Найбільше зі знайдених чисел, 10223 · 231172165 + 1, займає 8-е місце серед найбільших відомих простих чисел, а також є найбільшим відомим простим числом, яке не є числом Мерсенна.

Сімнадцять значень {\displaystyle k} і дванадцять знайдених простих чисел наведено в таблиці:
| №  | k     | n         | Знаків k·2n+1 | Дата відкриття    | Хто знайшов        |
| -- | ----- | --------- | ------------- | ----------------- | ------------------ |
| 1  | 4847  | 3321063   | 999744        | 15 жовтня 2005    | Richard Hassler    |
| 2  | 5359  | 5054502   | 1521561       | 6 грудня 2003     | Randy Sundquist    |
| 3  | 10223 | 31172165  | 9383761       | 31 жовтня 2016    | Péter Szabolcs     |
| 4  | 19249 | 13018586  | 3918990       | 26 березня 2007   | Костянтин Агафонов |
| 5  | 21181 | >31625000 | >9520000      | Пошук триває      |                    |
| 6  | 22699 | >31625000 | >9520000      | Пошук триває      |                    |
| 7  | 24737 | >31625000 | >9520000      | Пошук триває      |                    |
| 8  | 27653 | 9167433   | 2759677       | 8 червня 2005     | Derek Gordon       |
| 9  | 28433 | 7830457   | 2357207       | 30 грудня 2004    | анонімний учасник  |
| 10 | 33661 | 7031232   | 2116617       | 30 жовтня 2007    | Sturle Sunde       |
| 11 | 44131 | 995972    | 299823        | 6 декабря 2002    | deviced (нікнейм)  |
| 12 | 46157 | 698207    | 210186        | 27 листопада 2002 | Stephen Gibson     |
| 13 | 54767 | 1337287   | 402569        | 22 грудня 2002    | Peter Coels        |
| 14 | 55459 | >31625000 | >9520000      | Пошук триває      |                    |
| 15 | 65567 | 1013803   | 305190        | 3 грудня 2002     | James Burt         |
| 16 | 67607 | >31625000 | >9520000      | Пошук триває      |                    |
| 17 | 69109 | 1157446   | 348431        | 7 грудня 2002     | Sean DiMichele     |